# Боротьба (село)
Боротьба́ —  село в Україні, у Сухополов'янській сільській громаді Прилуцького району Чернігівської області. Населення становить 48 осіб. До 2019 року орган місцевого самоврядування — Білорічицька сільська рада.
На деяких картографічних ресурсах помилково позначене як Боротьбарівка.

## Населення

### Мова
Розподіл населення за рідною мовою за даними перепису 2001 року:
| Мова       | Кількість | Відсоток |
| ---------- | --------- | -------- |
| українська | 48        | 100%     |